# Sonja Peters
Sonja Peters (* 25. Oktober 1976 in Eindhoven) ist eine niederländische Rollstuhltennisspielerin. Sie gehört seit 1998 zu den besten Spielerinnen der Welt.
Peters leidet seit ihrer Geburt an einer erblich bedingten Fehlsteuerung in beiden Knöcheln. Im Alter von 16 Jahren begann sie, Rollstuhltennis zu spielen.
Beim Wheelchair Tennis Masters stand sie zweimal im Finale: 2000 im Doppel mit Esther Vergeer sowie 2002 im Einzel. Den größten Erfolg ihrer Karriere erreichte sie 2004 bei den Paralympics in Athen, wo sie nach einer Niederlage gegen ihre Landsfrau Esther Vergeer die Silbermedaille gewann.